# Creu de terme d'Obiols
La creu de terme d'Obiols és una creu de terme situada al municipi d'Avià (Berguedà), a 100 m al sud del Mas Lledó, al camí de Lladó a Obiols. Està declarada bé cultural d'interès nacional.
Està situada sobre una base de ciment que forma quatre lòbuls que suporten la base circular de la columna. El fust és de pedra i de secció circular i és rematat per un capitell corinti decorat amb quatre palmetes als vèrtexs, dos perduts i en general molt deteriorats. A sobre del capitell hi ha encastada una creu de ferro de malta amb els braços més amples en els extrems i amb decoracions ondulades entre ells. Al costat de la creu hi ha una fita de pedra que marcaria els límits de la parròquia. Fa 2 m d'alçada.
Va ser instal·lada al segle XIX pel propietari del mas Lledó d'Obiols fent una composició amb diferents elements de procedència molt diversa.